# 湖南省住房和城乡建设厅
湖南省住房和城乡建设厅是中华人民共和国湖南省人民政府主管全省城市规划、村镇规划、工程建设、城市建设、村镇建设、建筑业、住宅房地产业、勘察设计咨询业、市政公用事业的组成部门。

## 历任厅长
- 高克勤（2009年7月-2013年4月）
- 蒋益民（2013年4月-2017年3月）
- 鹿山（2017年3月-2022年5月）
- 蒋涤非（2022年5月-）

## 机构设置

### 内设机构
- 办公室（政策法规处）
- 住房保障处
- 城乡规划处（省城乡规划委员会办公室）
- 房地产监管处
- 建筑管理处
- 城市建设管理处（园林绿化管理处）
- 勘察设计处
- 建筑节能与科技处
- 计划财务处
- 人事教育处
- 机关党委
- 纪检（监察）室
- 离退休干部办公室
- 湖南省重点建设办公室
- 省住房制度改革和住房建设领导小组办公室（省住房公积金监督管理办公室）
- 省世界遗产与风景名胜管理办公室
- 机关后勤服务中心

### 直属机构
- 湖南省建设工程质量安全监督管理总站
- 湖南省建设工程造价管理总站
- 湖南省建设工程招标投标管理办公室
- 湖南省建筑行业劳动保险基金统筹管理办公室
- 湖南省建筑科学研究院
- 湖南省建设干部学校
- 湖南省建筑设计院[1]